# Detroit Lakes
Detroit Lakes – miasto w Stanach Zjednoczonych, w stanie Minnesota, siedziba administracyjna hrabstwa Becker.